# Denise Savoie
Pour les articles homonymes, voir Savoie (homonymie).
Denise Savoie (née le 21 novembre 1943 à Saint-Boniface, Manitoba) est une femme politique canadienne.

## Biographie
Elle a été députée à la Chambre des communes du Canada, représentant la circonscription britanno-colombienne de Victoria de 2006 à 2012 sous la bannière du Nouveau Parti démocratique. Elle était la seule Franco-Colombienne à la Chambre des communes.
Enseignante de profession, elle est élue au conseil municipal de Victoria en 1999 sous la bannière des Victoria Civic Electors, alignés avec le NPD. En 2006 elle est élue députée avec 38,5 % des suffrages contre 27,5 % des suffrages pour le candidat libéral, succédant ainsi à l'ancien ministre libéral David Anderson.
Elle a été vice-présidente de la Chambre des communes et présidente des comités pléniers de juin 2011 à août 2012, et vice-présidente des comités pléniers de novembre 2008 à juin 2011.
Dans le cabinet fantôme du NPD, elle a été porte-parole pour plusieurs dossiers entre février 2006 et février 2009: alphabétisation, éducation post-secondaire, affaires intergouvernementales, itinérance, transports en commun, Société canadienne d'hypothèques et de logement et logement; elle a également été porte-parole adjointe pour les ressources humaines.
Elle s'est retirée de la politique en août 2012 pour raisons de santé.